# Mesosemia veneris
Mesosemia veneris är en fjärilsart som beskrevs av Butler 1874. Mesosemia veneris ingår i släktet Mesosemia och familjen Riodinidae. Inga underarter finns listade i Catalogue of Life.